# Paulo Mathias
Paulo Mathias de Tarso (São Paulo, 14 de dezembro de 1990) é um político e apresentador de rádio e televisão brasileiro.

## Política
Filiou-se ao PSDB e concorreu para deputado estadual em 2014. Recebeu 27.303 votos, não se elegendo.
Em 2017, durante a gestão de João Doria, assumiu a subprefeitura de Pinheiros, substituindo Harmi Tahiya. Saiu da subprefeitura em 2018, sendo substituido por Juliana Ribeiro. Foi chamado de "mini-Doria". Durante sua gestão, fez parcerias com empresas privadas para a revitalização de diversos locais em Pinheiros, reduziu o número de funcionários públicos e o gasto da subprefeitura, e renovou e expandiu o contrato com o Itaú para o Bike Sampa. Também aumentou a fiscalização e iluminação do Beco do Batman após João Batista Silva pintar seu muro de cinza como forma de protesto pelo excesso de barulho dos visitantes. Ele viajou para a Disney enquanto Pinheiros sofria com enchentes. Ele foi contra a greve geral de 2017 e gravou vídeo elogiando seis trabalhadores terceirizados do metrô que decidiram dormir no trabalho para não perder o expediente no dia seguinte. Mathias foi investigado pelo Ministério Público do Trabalho pela publicação do vídeo.
Ele saiu do cargo por ver um aumento de seguidores nas redes sociais e tentou concorrer novamente para deputado estadual, tendo como bandeira a "lei do xixi", que multaria qualquer um que urinar na rua em R$ 500,00. Ele havia sido suspenso do PSDB por ter feito críticas ao partido, mas em 2018, sua suspensão foi retirada. Na ocasião, Paulo Mathias era membro do Movimento Brasil Livre, que disputava poder político dentro do partido. Porém, ele militava em ambos os lados da disputa. Novamente, não se elegeu, recebendo 15.736 votos.
Após a derrota, tornou-se secretário executivo de Desenvolvimento Social do governo João Doria, agora como governador do estado de São Paulo. Durante sua gestão, gravou um vídeo ironizando a morte de Genival Inácio da Silva, irmão do então ex-presidente Lula. O ato fez com que Luiz Marinho, presidente do Partido dos Trabalhadores em São Paulo, dizer que acionaria a Assembleia Legislativa para que fossem tomadas providências. Na eleição presidencial de 2018, apoiou o candidato Jair Bolsonaro.

## Empreendedorismo
Em 2018, foi sócio da Muda Vertical, empresa de paisagismo. Manteve o cargo por dois anos e meio, quando saiu para trabalhar na Jovem Pan.

## Rádio e televisão

### Jovem Pan
Estreou no rádio como comentarista do programa Jornal da Manhã, da Jovem Pan. Em 2020, apresentou o programa 3em1 após a saída de Vitor Brown para apresentar Os Pingos nos Is e em seguida o Morning Show, pela saída de Edgar Picoli por ser crítico ao governo Bolsonaro. Na ocasião,  Picoli pediu demissão após discussão com Adrilles Jorge. Os programas migraram para a televisão no ano seguinte, pelo canal TV Jovem Pan News.
Internamente, Paulo Mathias não era considerado um bolsonarista. Ele ironizou Gustavo Gayer quando ele chamou a atriz Fernanda Montenegro de decadente por ter criticado Jair Bolsonaro, discutiu com o secretário especial de cultura Mário Frias por ter gastado R$ 78 mil dos cofres públicos em viagem aos Estados Unidos enquanto o governo pagava R$ 3 mil por mês aos artistas pela Lei Rouanet e manifestou-se contra as manifestações golpistas que ocorreram após a eleição de Luiz Inácio Lula da Silva como presidente em 2022.

### SBT
Em 2024, demitiu-se da Jovem Pan e foi contratado pelo SBT para apresentar o programa Chega Mais juntamente com Michelle Barros e Regina Volpato. O programa competiu com o Mais Você, da Globo e com o Hoje em Dia, da Record. Sua contratação se deu por insistência de Leon Abravanel Jr., que era telespectador da Jovem Pan e queria alguém do canal no SBT. Ele foi substituido no 3em1 por Evandro Cini. O primeiro programa com os novos apresentadores estreou em 11 de março.
Em 22 de março de 2024, descobriu ao vivo um nódulo na tireoide ao realizar um exame de imagem para demonstrar como é feito o diagnóstico. Em maio de 2024, foi "abraçado" por um cão enquanto cobria um abrigo lotado em São Leopoldo durante as enchentes no Rio Grande do Sul. Mathias o adotou após descobrir que seu tutor constava em uma lista de desaparecidos e o nomeou de "Leopoldo". No dia 21, viralizou ao  aprender a "Dança da Quicada" com Regina Volpato.
Chega Mais recebeu bom retorno financeiro apesar da baixa audiência, porém surgiram rumores de que ele seria encerrado para dar lugar ao quadro Macarrão do Povo, do Primeiro Impacto, apresentado por Datena. O programa foi oficialmente encerrado em 6 de dezembro. O portal Terrra anunciou que Paulo Mathias entrou "na geladeira" até ser remanejado. Regina Volpato deixou a emissora para cuidar da vida pessoal e Michelle Barros foi demitida do SBT. Mathias afirmou ter sido pego de surpresa pelo fim do programa e gravou vídeono dia 10 para as irmãs Abravanel confirmando que seu contrato havia sido encerrado e que continuaria trabalhando na área de audiovisual, porém que "[n]ão sei onde, quando nem como" e que tiraria férias antes de prosseguir com sua carreira.

## Internet
O Canal do Paulo Mathias é um canal de mesacast onde Paulo Mathias entrevistou nomes como Pablo Marçal.

## Filmografia
| Ano     | Título       | Papel        | Notas |
| ------- | ------------ | ------------ | ----- |
| 2020-24 | Morning Show | Apresentador |       |
| 2021-22 | 3em1         | Apresentador |       |
| 2024    | Chega Mais   | Apresentador |       |